# Stanisław Wilhelm Lilpop

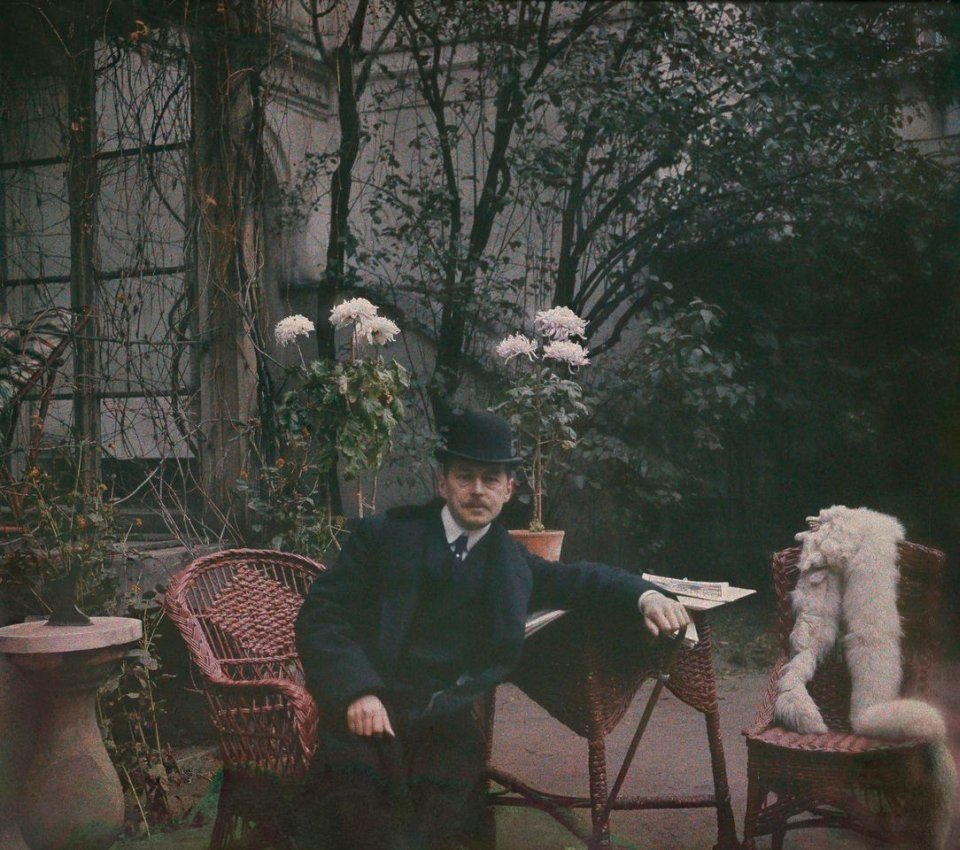
Autoportret (1909)

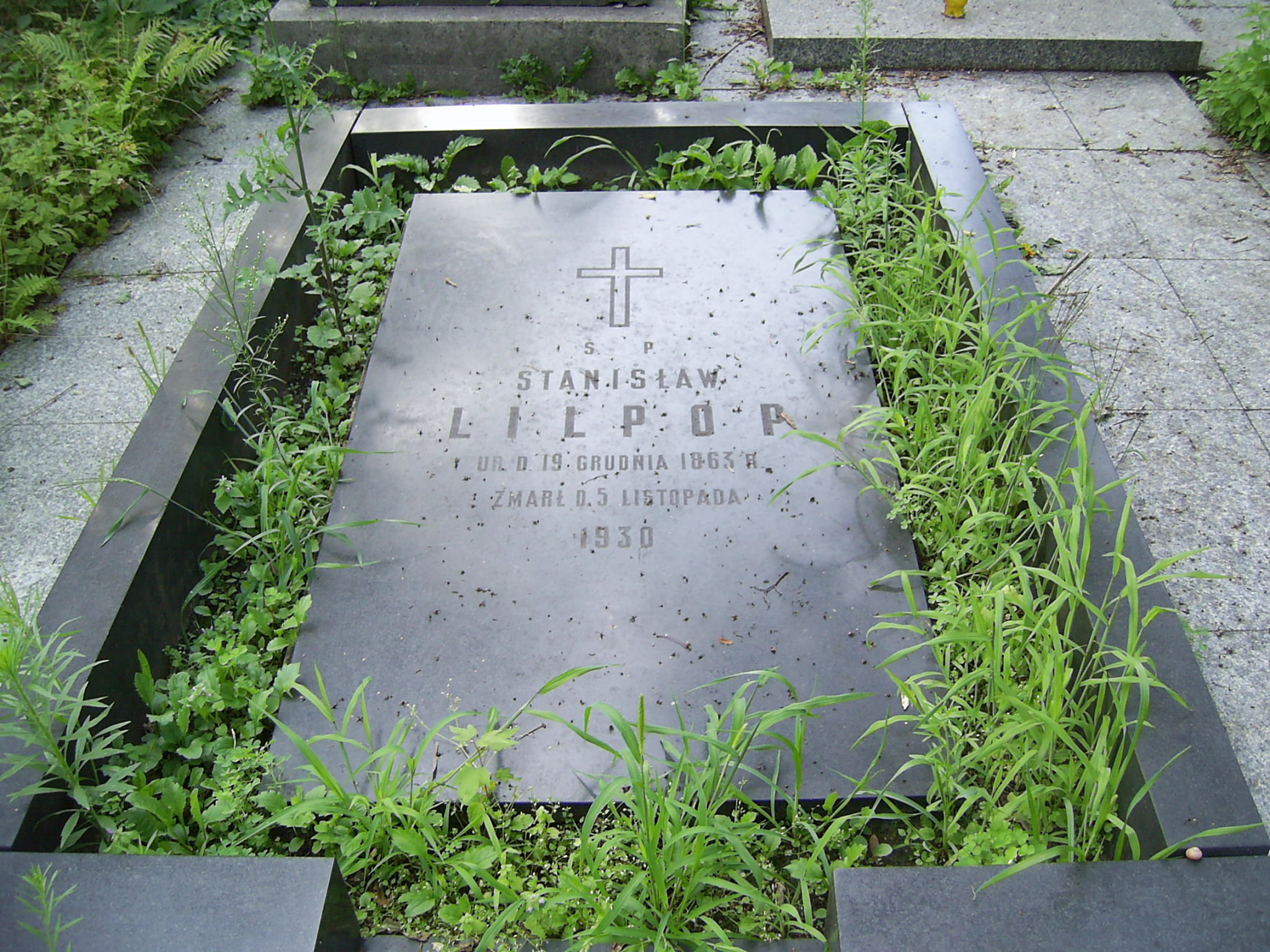
Grób Stanisława Lilpopa w Brwinowie

Stanisław Wilhelm Lilpop (ur. 19 grudnia 1863 w Warszawie, zm. 5 listopada 1930 tamże) – polski przemysłowiec, jeden z założycieli miasta-ogrodu Podkowa Leśna pod Warszawą, fotografik.

## Życiorys
Był jednym z ośmiorga dzieci Stanisława Lilpopa i Joanny z Petzoldów. Jego pradziad przybył z Grazu do Warszawy w 1789 roku i założył tu firmę zegarmistrzowską (istniała do 1939). Ojciec był nie tylko jednym z najbogatszych polskich przedsiębiorców, ale także mecenasem kultury i kolekcjonerem sztuki.
Stanisław Wilhelm studiował na Wydziale Handlowym Politechniki Ryskiej w latach 1884–1889. Był filistrem Korporacji Akademickiej Welecja. Odziedziczył po ojcu znaczny majątek oceniany na 320 000 rubli srebrem, a także udziały w fabrykach produkcji maszyn i w cukrowniach.
W 1909 r. sprzedał większość odziedziczonego majątku ziemskiego Brwinów, a za uzyskane pieniądze w 1910 r. wyjechał na safari do Kenii. Plonem tej wyprawy były nie tylko trofea myśliwskie (część z nich znajduje się w muzeum w Stawisku), ale przede wszystkim ogromny zbiór (kilkadziesiąt albumów) doskonałych fotografii, na których utrwalił nieistniejącą już bogatą kulturę, obrzędowość i stroje miejscowych ludów.
Po odzyskaniu niepodległości, gdy „Siła i Światło” SA przystąpiła do budowy kolei elektrycznej Warszawa – Grodzisk Mazowiecki (EKD), Lilpop przekonał dyrektora finansowego spółki do przeprowadzenia linii przez tereny Podkowy Leśnej i jednocześnie stworzenia spółki pod nazwą «Miasto Ogród Podkowa Leśna». W 1925 r. przekazał tereny przyszłego miasta jako aport spółce akcyjnej, w której uzyskał 40% akcji. Pozostawił sobie część terenu, na którym w 1928 r. wybudował okazałą willę „Stawisko” dla swojej córki Anny i jej męża Jarosława Iwaszkiewicza.
Jako zapalony fotografik, Stanisław Lilpop pozostawił po sobie bogatą kolekcję barwnych fotografii wykonanych metodą autochromatyczną. Część z nich zaprezentowano w 2015 na wystawie w warszawskim Domu Spotkań z Historią.
Lilpop popełnił samobójstwo w Hotelu Bristol i został pochowany na cmentarzu w Brwinowie.

## Nawiązania
Był pierwowzorem postaci pana Liebe z powieści „Soból i panna” Józefa Weyssenhoffa.
Jest także jednym z bohaterów powieści Stulecie Winnych Ałbeny Grabowskiej oraz powstałego na jej podstawie serialu Telewizji Polskiej o tym samym tytule, gdzie w jego postać wcielił się Adam Ferency.